# Vasilis Botinos
Vasilis Botinos (Volo, 19 ottobre 1944 – Nizza, 15 febbraio 2022) è stato un calciatore greco.

## Biografia
Botinos è morto nel 2022 in Francia, per complicazioni da Covid-19.

## Carriera

### Club
Giocò per 8 stagioni nell'Olympiacos, con cui ha vinto 2 campionati e 3 coppe nazionali e con cui ha giocato anche 9 partite e segnato 3 gol e nella Coppa delle Coppe UEFA e 4 partite in Coppa dei Campioni, per poi chiudere la carriera con le maglie di Panaigialeios e Paniōnios. 

### Nazionale
Con la squadra nazionale greca registrò dodici presenze e tre gol dal 1967 al 1969.

## Palmarès

### Club

#### Competizioni nazionali
- Campionato greco: 2

Olympiacos: 1965-1966, 1966-1967
- Coppa di Grecia: 3

Olympiacos: 1964-1965, 1967-1968, 1970-1971